# Церква Покрови Пресвятої Богородиці (Каменськ-Шахтинський)
 Церква Покрови Пресвятої Богородиці  (рос. Церковь Покрова Пресвятой Богородицы) — православний храм Шахтинської і Міллеровської єпархії, Каменськ-Шахтинське благочиння. Однокупольний храм, завершений цибулинним куполом, з трапезною і дзвіницею.

## Історія
Храм був закладений 14 жовтня 1991 року в день Покрови Пресвятої Богородиці. Його будівництво розпочалося в 1996 році і велося на пожертвування жителів міста, козацтва, кошти підприємств і організацій міста, а також приватних підприємців.
Купола храму (великий купол важить 10 тонн) виготовила волгодонська фірма «Росзаводстрой». Дзвіниця має шість дзвонів — п'ять дзвонів малої дзвіниці і дзвін-благовіст вагою 350 кг, близько метра в діаметрі. Всі дзвони відлиті у Воронежі. Чавунне лиття церковної огорожі виготовлено в ремонтно-механічному цеху хімкомбінату.
Храм був урочисто відкритий 14 жовтня 2003 року, його освятив настоятель — священик Георгій Волощук. При храмі відкрита недільна школа, діє парафіяльна бібліотека, благодійна їдальня. Також тут працює сестринство. Церква окормляє деякі відділення "Міської лікарні № 1", дитячий притулок, середню школу № 10, Виправний заклад 398/12, будинок престарілих в хуторі Мала Кам'янка, військові частини № 18590 та 21241. Діють церковні хори «Знамення» та «Світоч» (керівниця Людмила Волощук).
Церква знаходиться за адресою: провулок Башкевича, 85. Недільна школа знаходиться в будівлі старого храму за адресою: вулиця Гагаріна, 91.
Цікаво, що церква побудована у місці, на якому з 1914 року будувалася кам'яна церква Святих Петра і Павла. В даний час в пам'ять про неї встановлено хрест.

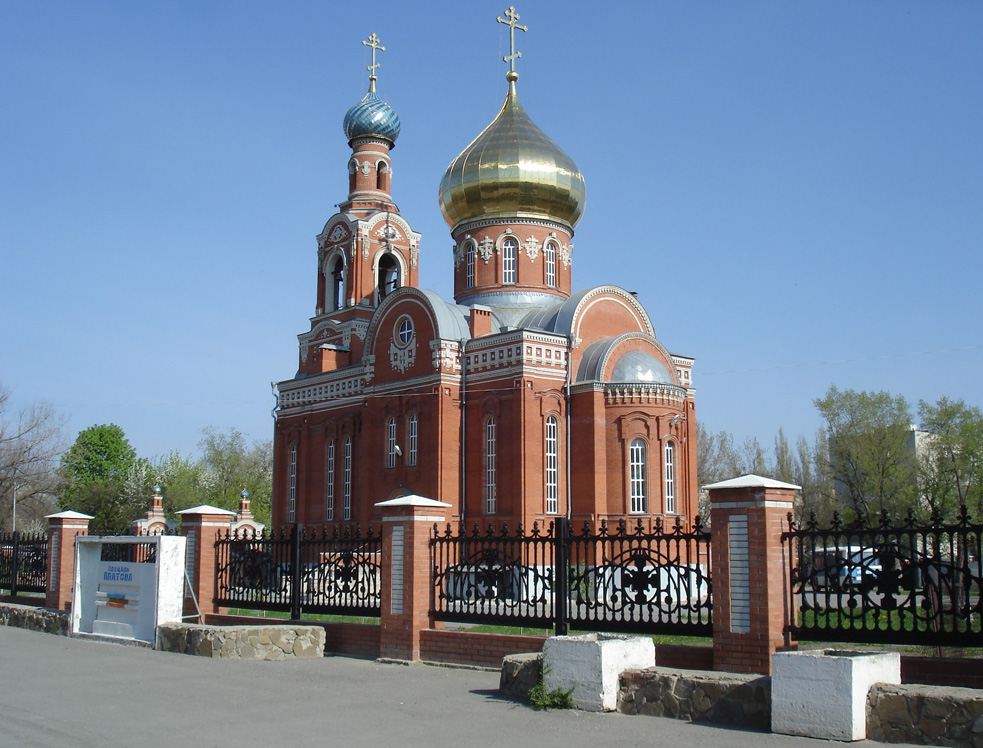
Церква Покрови Пресвятої Богородиці
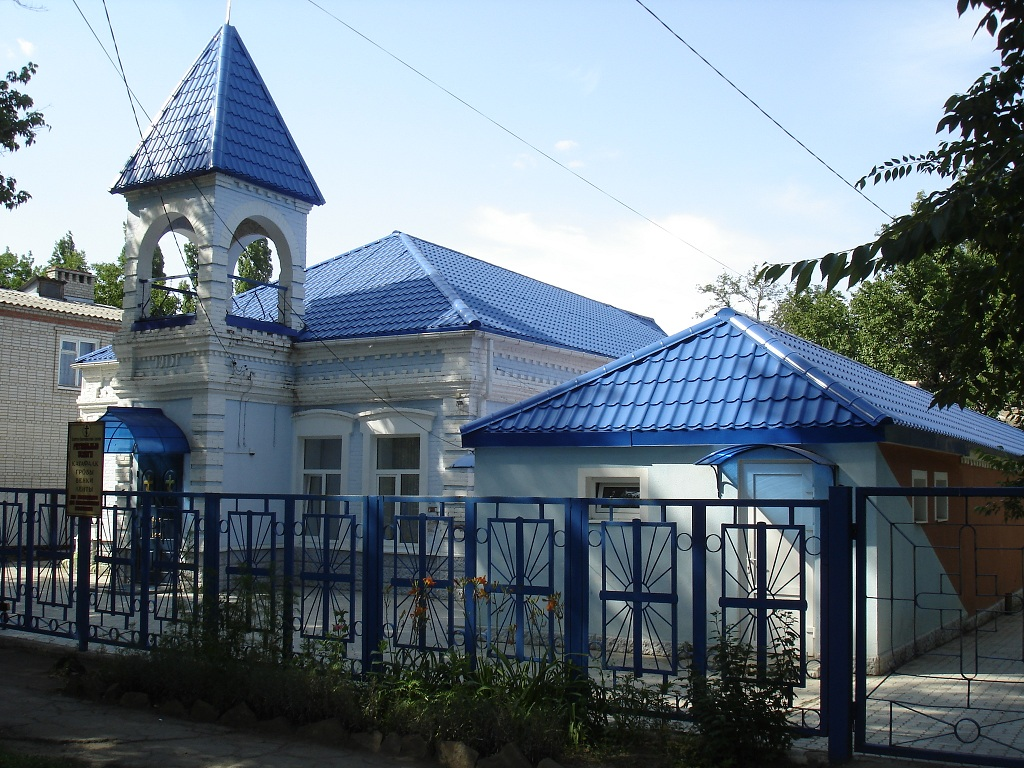
Церква Покрови Пресвятої Богородиці (стара будівля)